# Palazzo Santacroce a Sant'Angelo

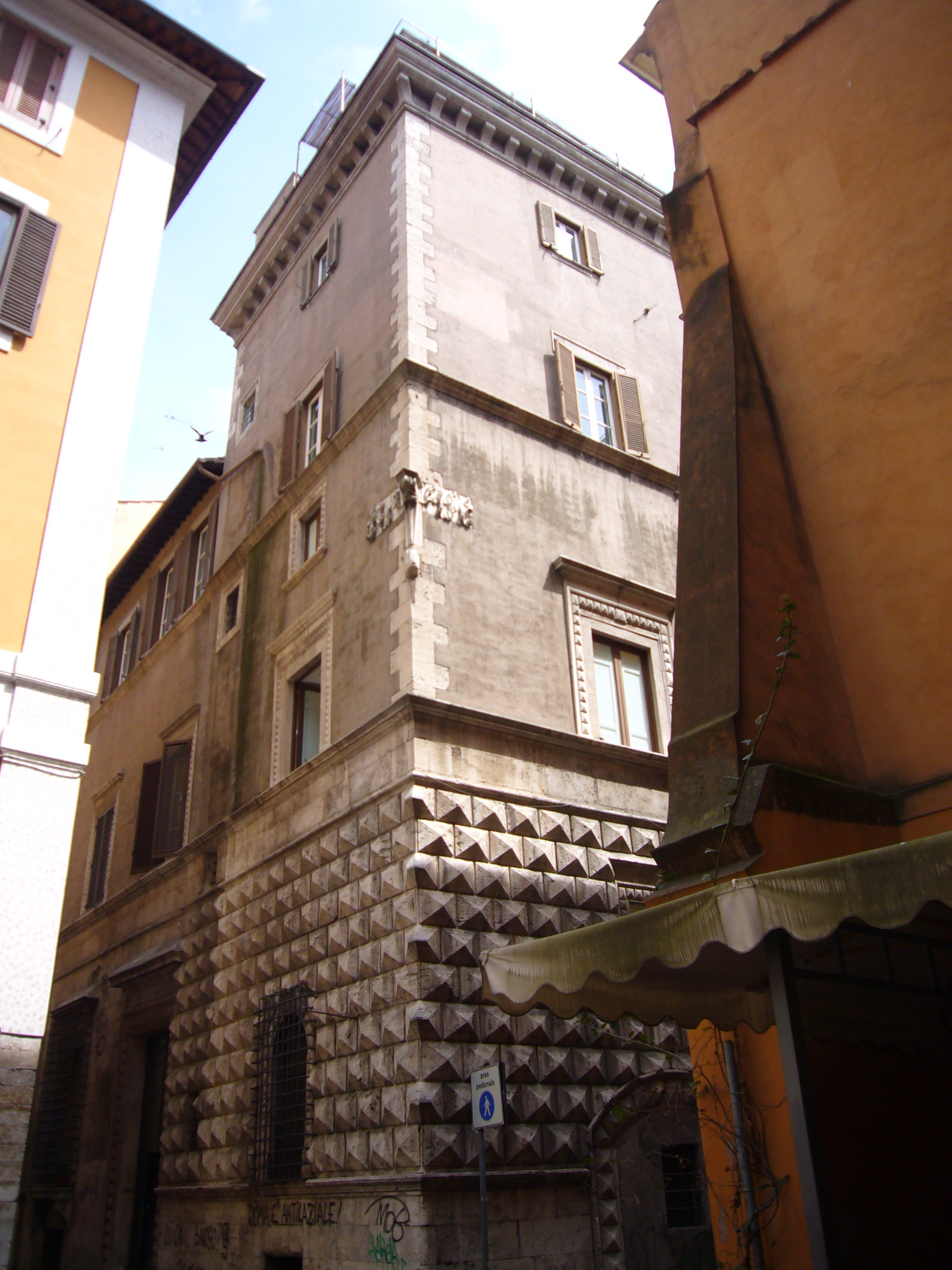
A Torre dei Santacroce na esquina do palácio.

Palazzo Santacroce, conhecido como Palazzo Santacroce a Sant'Angelo para diferenciá-lo do Palazzo Santacroce alla Regola, é um palácio renascentista localizado na esquina da Via in Publicolis com a Via di Santa Maria del Pianto, no rione Sant'Angelo de Roma.

## História
A família Santacroce estava presente em Roma desde o século XI, vivendo no rione Sant'Angelo desde o século seguinte. Com membros inquietos e briguentos, a família se viu envolvida de forma intensa e violenta nas guerras baronais na cidade, sobretudo contra a família Margani. O papa Sisto IV Della Rovere (1471-1484) acabou expulsando-os e determinou a demolição de suas residências. Com a eleição do papa seguinte, Inocêncio VIII, a família pôde voltar e foi logo depois, em 1501, que Antonio Santacroce encomendou a construção de um palacete sobre as ruínas das residências demolidas. Nos anos seguinte, os Santacroce conseguiram se reafirmar cada vez mais na sociedade romana, elegendo senadores e conservadores no Capitólio, mas sobretudo com quatro cardeais na corte papal, o primeiro dos quais Prospero Santacroce, a quem foi atribuído o mérito (ou demérito) de ter introduzido em Roma o uso do tabaco, que era chamado na época "erba santacroce". No final do século XV, a família adquiriu o feudo de Vejano.

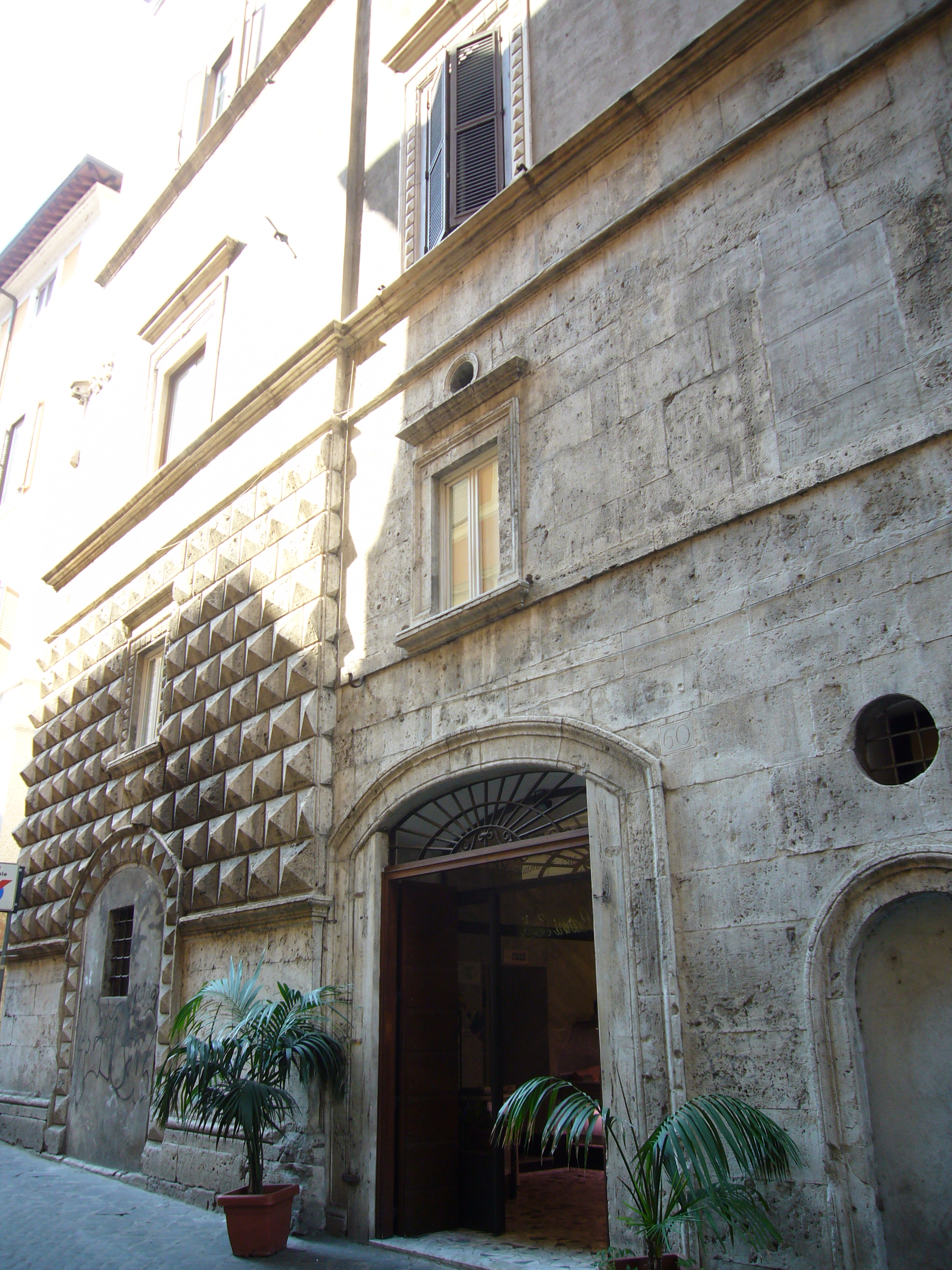
Fachada na Via di Santa Maria del Pianto.

O palácio foi construído, segundo o costume da época, com uma bela e agressiva torre na esquina, conhecida hoje como Torre Santacroce, que apresenta no piso térreo um revestimento rusticado em "ponta de diamante" que lembra o Palazzo dei Diamanti em Ferrara e é única em Roma. O resto do edifício, por outro lado, é revestido com lajes simples de travertino. A agressividade da torre foi mitigada depois que uma elevação foi construída no alto no século XVII e que diminuiu a predominância da torre sobre o resto do edifício. Sobre o portal principal e sobre as janelas ainda hoje estão inscrições comemorando o refundador da casa, "ANTONIUS DE SANCTACRUCE [FECIT]".
Muitos membros da família estão enterrados na vizinha igreja de Santa Maria in Publicolis.